# Sian Evans
Siân Evans (* 9. Oktober 1971 in Caerphilly, Wales) ist eine britische Sängerin.

## Werdegang
Evans gründete 1999 mit Mark Morrison („Markee Substance“) und Darren Beale („Darren Decoder“) die Band Kosheen, mit der sie in mehreren europäischen Ländern kommerziell erfolgreich war. 2011 entstand gemeinsam mit dem Musiker DJ Fresh die Single Louder, die in einem Werbespot für den Energydrink Lucozade Lite zum Einsatz kam. Louder stieg direkt auf Platz 1 der britischen Charts ein und wurde für beide Interpreten ihr erster Nummer-eins-Hit in Großbritannien.